# Victor Andreevich Toponogov
Victor Andreevich Toponogov (em russo:  Ви́ктор Андре́евич Топоно́гов; Tomsk, 6 de março de 1930 – Novosibirsk, 21 de novembro de 2004) foi um matemático russo, que trabalhou com geometria diferencial (geometria de Riemann).
Obteve um doutorado em 1955 na Universidade Estatal de Tomsk, orientado por Abram Ilyich Fet.
Foi palestrante convidado do Congresso Internacional de Matemáticos em Moscou (1966).

## Obras
- Differential geometry of curves and surfaces. A concise guide, Birkhäuser 2006